# Abby
Abby è un film del 1974 diretto da William Girdler.

## Trama
Un pastore, studioso di antropologia, scopre in Africa un cofanetto e senza rendersene conto libera lo spirito di un demonio, che s'impossessa di sua nuora. Arriva però il suocero che esorcizza la ragazza e la riporta a livelli di comportamento accettabili.